# Pic Ismail Samani
Le pic Ismail Samani (en russe : Пик Исмои́ла Сомони́, en tadjik : Qullai Ismoili Somoni), anciennement pic Staline et pic du Communisme, est le point culminant du Tadjikistan et de l'ancienne Union soviétique. Il s'élève à 7 495 mètres d'altitude dans le massif du Pamir. Gravi pour la première fois en 1933 par Evgeny Abalakov, il est devenu un sommet très fréquenté par les alpinistes.

## Toponymie
Le premier nom porté par le sommet, après son identification en 1932, est pic Staline (en russe : Pik Stalina, пик Ста́лина). En 1962, il est rebaptisé pic du Communisme (en russe : Pik Kommunizma, пик Коммуни́зма). Ce n'est qu'en 1998 qu'il prend son nom actuel, qui rend hommage à Ismail Ier, le fondateur de la dynastie des Samanides ayant régné de 874 à 907.

## Géographie
Le pic Ismail Samani est situé approximativement au centre du Tadjikistan, à la limite administrative entre la province autonome du Haut-Badakhchan à l'est et la province de Nohiyahoi tobei Jumhurii à l'ouest, à environ 300 kilomètres à l'est de la capitale Douchanbé. Le sommet s'élève à 7 495 mètres d'altitude dans le chaînon de l'Académie des Sciences, au sein du massif du Pamir dont il constitue le point culminant, comme celui du Tadjikistan et de l'ancienne Union des républiques socialistes soviétiques. Bien qu'elle se trouve dans une région sèche, cette montagne escarpée est recouverte de nombreux glaciers.

## Histoire
Ce n'est qu'en 1928 qu'un sommet du Pamir plus élevé que le pic Lénine (7 134 m), situé 90 kilomètres au nord-est, est identifié. Ce sommet est d'abord confondu avec le pic Garmo (6 595 m) mais, après plusieurs expéditions soviétiques, il devient évident, en 1932, qu'il s'agit de deux montagnes différentes et le nouveau pic est nommé pic Staline, en l'honneur de Joseph Staline, alors secrétaire général du Parti communiste de l'Union soviétique.
La première ascension est effectuée le 9 septembre 1933, un an après la première exploration, par l'alpiniste soviétique Evgeny Abalakov, qui termine en solitaire après avoir été accompagné par Nikolaï Gorbunov,.

## Ascension
L'accès à la montagne est difficile en raison de son isolement. De plus, la roche est relativement fragile. Ainsi, en 1972, seulement 580 ascensions avaient été couronnées de succès. Toutefois, du fait qu'il soit le plus haut sommet de la région, sa fréquentation s'est accrue depuis plusieurs décennies et de nombreuses voies existent désormais pour parvenir au sommet. La voie normale débute sur la moraine du glacier Walter et passe sous le plateau de névés du Pamir (Pamirskoe Firnovoe Plato) avant de rejoindre le camp 1 vers 5 100 mètres d'altitude. L'accès au camp 2 à 5 800 mètres se fait par l'arête nord sans grande difficulté en quatre à cinq heures. Le troisième jour se résume essentiellement à la traversée du plateau jusqu'au camp Vostok (camp Est, 6 100 mètres). Le camp 4 peut être installé à 6 700 ou 6 900 mètres d'altitude, après avoir gravi la face nord du pic Dushanbe, techniquement facile quoique longue. Le cinquième jour permet d'accéder au sommet et de redescendre au camp 4 voire jusqu'au camp 2.
L'ascension des cinq sommets de plus de 7 000 mètres de l'ancienne URSS, dont fait partie le pic Ismail Samani avec le pic Pobedy (7 439 m), le pic Lénine (7 134 m), le pic Korjenevskoï (7 105 m) et le Khan Tengri (7 010 m), est récompensée par le « prix Léopard des Neiges ».